# یواس‌ان‌اس میشن لس آنجلس (تی-ای‌او-۱۱۷)
یواس‌ان‌اس میشن لس آنجلس (تی-ای‌او-۱۱۷) (به انگلیسی: USNS Mission Los Angeles (T-AO-117)) یک کشتی بود که طول آن ۵۲۴ فوت (۱۶۰ متر) بود. این کشتی در سال ۱۹۴۵ ساخته شد.